# Gnophos abbreviata
Gnophos abbreviata là một loài bướm đêm trong họ Geometridae.